# Chondrostei
I condrostei (Chondrostei Müller, 1844) sono dei pesci cartilaginei che presentano tuttavia una certa ossificazione. Comprendono 40 specie suddivise in due ordini, gli Acipenseriformi (storioni e pesci spatola) e i Polipteriformi (calamittidi e bichir).
Si ritiene che gli antenati dei Condrostei fossero pesci ossei che nel corso dell'evoluzione persero sempre più questa caratteristica. I Condrostei più antichi presentavano un inizio di ossificazione dello scheletro; ciò suggerisce che questa caratteristica sia stata solo ritardata, piuttosto che andata persa.
Un tempo i Condrostei venivano classificati insieme agli squali; le somiglianze tra i due gruppi sono ovvie: oltre alla mancanza di osso, la struttura della mascella è più simile a quella degli squali che a quella degli altri pesci ossei e inoltre entrambi i gruppi sono privi di scaglie (esclusi gli storioni). Tuttavia, i resti fossili suggeriscono che questi pesci siano imparentati con i Teleostei più di quanto possa suggerire l'aspetto esteriore. Caratteristica di questi pesci è la presenza di uno spiracolo e (negli storioni) di una coda eterocerca (le vertebre, cioè, si estendono nel lobo più grande della pinna caudale).
Il nome Chondrostei deriva dalle parole greche chondros, cartilagine, e osteo, osso.
Di seguito una classificazione dei Chondrostei che include anche i taxa estinti:
- Sottoclasse Chondrostei
  - †Eochondrosteus
  - Ordine †Chondrosteiformes
    - Famiglia †Chondrosteidae

  - Ordine Acipenseriformes
    - Famiglia †Peipiaosteidae
    - Sottordine Acipenseroidei
      - Famiglia Acipenseridae
      - Famiglia Polyodontidae
- incertae sedis
  - †Birgeria
  - Famiglia †Coccolepididae
  - Ordine †Saurichthyiformes
  - Ordine †Ptycholepiformes